# Kramfors stad
Denna artikel handlar om den tidigare kommunen Kramfors stad. För orten se Kramfors, för dagens kommun, se Kramfors kommun.
Kramfors stad var en tidigare kommun (stad) i Västernorrlands län. Centralort var Kramfors och kommunkod 1952–1970 var 2282.

## Administrativ historik
Den 7 juli 1889 inrättades Kramfors municipalsamhälle inom Gudmundrå landskommun. Landskommunen som helhet ombildades till Kramfors stad den 1 januari 1947, samtidigt som municipalsamhället upplöstes. Staden förblev opåverkad av kommunreformen 1952. 
År 1971 infördes enhetlig kommuntyp och Kramfors stad ombildades därmed, utan någon territoriell förändring, till Kramfors kommun. 
I likhet med andra under 1900-talet inrättade stadskommuner fick staden inte egen jurisdiktion utan låg fortsatt under landsrätt, i Ångermanlands södra domsagas tingslag.
Staden hörde i kyrkligt hänseende till Gudmundrå församling.

### Sockenkod
För registrerade fornfynd med mera så återfinns staden inom ett område definierat av sockenkod 2475 som motsvarar den omfattning staden hade kring 1950, vilket innebär koden även används för hela Gudmundrå socken.

## Stadsvapnet
Blasonering: I fält av silver en blå, genomgående bro i ett spann och däröver en blå fläkt kråka, med beväring av guld, därest dylik skall komma till användning.
Detta vapen fastställdes av Kungl. Maj:t den 30 december 1946. Vapnet förs idag av den nuvarande Kramfors kommun. Se artikeln om Kramfors kommunvapen för mer information.

## Geografi
Kramfors stad omfattade den 1 januari 1952 en areal av 230,40 km², varav 202,60 km² land.

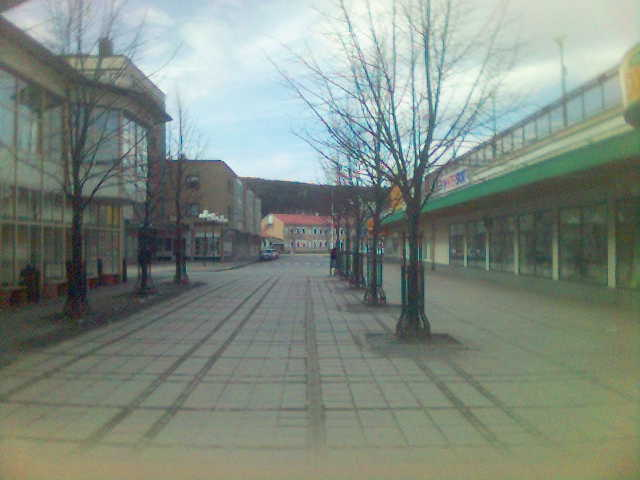
Vy bort mot Kramforsskolan från torget i centrala Kramfors. Kramfors bibliotek närmast till vänster.

### Tätorter i staden 1960
| Tätort        | Folkmängd |
| ------------- | --------- |
| Kramfors      | 6 961     |
| Frånö         | 1 374a    |
| Väja, del ave | 759       |
| Lunde         | 715b      |
| Sandviken     | 629       |
| Svanö         | 558       |
| Sprängsviken  | 484c      |
| Strömnäs      | 390d      |

Tätortsgraden i staden var den 1 november 1960 95,5 procent.

## Befolkningsutveckling
| Befolkningsutvecklingen i Kramfors stad 1950–1970 | Befolkningsutvecklingen i Kramfors stad 1950–1970 | Befolkningsutvecklingen i Kramfors stad 1950–1970 | Befolkningsutvecklingen i Kramfors stad 1950–1970 | Befolkningsutvecklingen i Kramfors stad 1950–1970 |
| --- | ------------------------------------------------- | ------------------------------------------------- | ------------------------------------------------- | ------------------------------------------------- |
| |                                                   |                                                   |                                                   |                                                   |
| År |                                                   |                                                   | Folkmängd                                         |                                                   |
| 1950 | 1950                                              |                                                   | 13 833                                            |                                                   |
| 1955 | 1955                                              |                                                   | 13 131                                            |                                                   |
| 1960 | 1960                                              |                                                   | 12 434                                            |                                                   |
| 1965 | 1965                                              |                                                   | 11 971                                            |                                                   |
| 1970 | 1970                                              |                                                   | 11 464                                            |                                                   |
| Anm: 1950 avser befolkning enligt folkräkning den 31 december enligt den administrativa indelningen den 1 januari 1952. 1955 avser den kyrkobokförda befolkningen den 31 december enligt den administrativa indelningen den 1 januari följande år. 1960 och 1965 avser befolkning enligt folkräkning den 1 november enligt den administrativa indelningen den 1 januari följande år. 1970 avser befolkning enligt folkräkning den 1 november i det område som Kramfors stad omfattade när den ombildades till Kramfors kommun 1 januari 1971. |                                                   |                                                   |                                                   |                                                   |

## Politik

### Mandatfördelning i valen 1946-1966
| 13 | 22 |  | 3 |  |

| 33 | 7 |

| 11 | 22 |  | 5 |  |

| 33 | 7 |

| 9 | 23 |  | 5 | 2 |

| 32 | 8 |

| 8 | 24 | 3 | 3 | 2 |

| 34 | 6 |

| 7 | 25 | 3 | 3 | 2 |

| 34 | 6 |

| 9 | 23 | 4 | 2 | 2 |

| 35 |

### Fotnoter
1. ↑  Per Andersson: Sveriges kommunindelning 1863-1993, Draking, Mjölby 1993, ISBN 91-87784-05-X, s. 91
2. ↑  Elsa Trolle Önnerfors: Domsagohistorik - Härnösands tingsrätt (del av Riksantikvarieämbetets Tings- och rådhusinventeringen 1996-2007)
3. ↑  ”Förteckning (Sveriges församlingar genom tiderna)”. Skatteverket. 1989. http://www.skatteverket.se/privat/folkbokforing/omfolkbokforing/folkbokforingigaridag/sverigesforsamlingargenomtiderna/forteckning.4.18e1b10334ebe8bc80003999.html. Läst 17 december 2013.
4. ↑  Fornminnesregistret, Riksantikvarieämbetet: Kramfors stad Fornminnen i socknen erhålls på kartan genom att skriva in sockennamn (utan "socken") i "Ange geografiskt område"
5. ↑  Svenska Heraldiska Föreningens vapendatabas
6. ↑  SCB: Folkräkningen 1950 del 1 Arkiverad 29 oktober 2013 hämtat från the Wayback Machine. sida 180 i pdf:en
7. ↑  SCB Folkräkningen 1960 del 2 Arkiverad 24 september 2015 hämtat från the Wayback Machine. sida 43 i pdf:en
8. ↑  ”Historisk statistik efter serie”. Statistiska centralbyrån. Arkiverad från originalet den 30 december 2017. https://web.archive.org/web/20171230122632/http://www.scb.se/sv_/hitta-statistik/historisk-statistik/digitaliserat---statistik-efter-serie/. Läst 21 juni 2019.
9. ↑  ”Folkräkningen 1910–1960”. Statistiska centralbyrån. Arkiverad från originalet den 22 augusti 2018. https://web.archive.org/web/20180822113519/https://www.scb.se/sv_/Hitta-statistik/Historisk-statistik/Digitaliserat---Statistik-efter-serie/Sveriges-officiella-statistik-SOS-utg-1912-/Folk--och-bostadsrakningarna-1860-1990/Folkrakningen-1910-1960/. Läst 21 juni 2019.
10. ↑  ”Folk- och bostadsräkningen 1965–1990”. Statistiska centralbyrån. Arkiverad från originalet den 22 augusti 2018. https://web.archive.org/web/20180822145518/https://www.scb.se/sv_/Hitta-statistik/Historisk-statistik/Digitaliserat---Statistik-efter-serie/Sveriges-officiella-statistik-SOS-utg-1912-/Folk--och-bostadsrakningarna-1860-1990/Folk--och-bostadsrakningen-1965-1990/. Läst 21 juni 2019.
11. ↑  SCB Folk- och bostadsräkningen 1965 del 2 sida 144 i pdf:en